# Ptolomeo XIV
Ptolomeo XIV Teos Filopátor II (h. 59 a. C. – julio de 44 a. C.), faraón de la dinastía Ptolemaica del Antiguo Egipto entre 47 y 44 a. C.

## Biografía
Era hijo de Ptolomeo XII Auletes y hermano de la célebre Cleopatra VII y de Ptolomeo XIII Teos Filopátor I.
Fue proclamado corregente, junto a Cleopatra, tras la muerte de su hermano Ptolomeo XIII en Alejandría, durante la guerra que mantuvo contra Pompeyo, quien prefirió apoyar a Cleopatra. Casado con su hermana, la acompañó en el primer viaje que ésta hizo a Roma, en 46 a. C. 
Murió muy poco después del asesinato de Julio César en Roma (15 de marzo del 44 a. C.) y el consiguiente regreso a Egipto de su hermana Cleopatra, quien supuestamente lo envenenó para reemplazarlo en el trono por el hijo que tuvo probablemente con César, Ptolomeo XV Cesarión.

## Titulatura
| Titulatura | Jeroglífico | Transliteración (transcripción) - traducción - (referencias) |

| Q3 · X1 | V4 | E23 · Aa15 | M17 | M17 | S29 |

| Q3 · X1 | V4 | E23 · Aa15 | M17 | M17 | S29 |

| Q3 · X1 | V4 | E23 · Aa15 | M17 | M17 | S29 |

| Q3 · X1 | V4 | E23 · Aa15 | M17 | M17 | S29 |

| Q3 · X1 | V4 | E23 · Aa15 | M17 | M17 | S29 |

| Q3 · X1 | V4 | E23 · Aa15 | M17 | M17 | S29 |

| Q3 · X1 | V4 | E23 · Aa15 | M17 | M17 | S29 |

| Q3 · X1 | V4 | E23 · Aa15 | M17 | M17 | S29 |

| Q3 · X1 | V4 | E23 · Aa15 | M17 | M17 | S29 |

| Q3 · X1 | V4 | E23 · Aa15 | M17 | M17 | S29 |

| Q3 · X1 | V4 | E23 · Aa15 | M17 | M17 | S29 |

| Q3 · X1 | V4 | E23 · Aa15 | M17 | M17 | S29 |

| Q3 · X1 | V4 | E23 · Aa15 | M17 | M17 | S29 |

| Q3 · X1 | V4 | E23 · Aa15 | M17 | M17 | S29 |

| Q3 · X1 | V4 | E23 · Aa15 | M17 | M17 | S29 |

| Q3 · X1 | V4 | E23 · Aa15 | M17 | M17 | S29 |

## Sucesión
| Predecesor: Guerra civil en Egipto entre Ptolomeo XIII Teos Filopátor I, Arsínoe IV y Cleopatra VII Thea Filopátor | Faraón de Egipto (Dinastía Ptolemaica) 47 - 44 a. C. como corregente Cleopatra VII Thea Filopátor (47-44 a. C.) | Sucesor: Ptolomeo XV Filópator Filómetor César y Cleopatra VII Thea Filopátor |